# Pont Paul-Émile-Lafontaine
Le pont Paul-Émile-Lafontaine est un pont routier situé en Montérégie qui relie les deux rives de la rivière Yamaska dans la municipalité de Saint-Hugues.

## Description
Le pont est emprunté par la route Yamaska. Il comporte deux voies de circulation soit une voie dans chaque direction. Environ 1 590 véhicules empruntent le pont quotidiennement.

## Toponymie
Le nom du pont rappelle Paul-Émile-Lafontaine, avocat, qui était propriétaire du terrain sur lequel est située la culée Est.